# Pomnik Ofiar Wojny w Głogowie

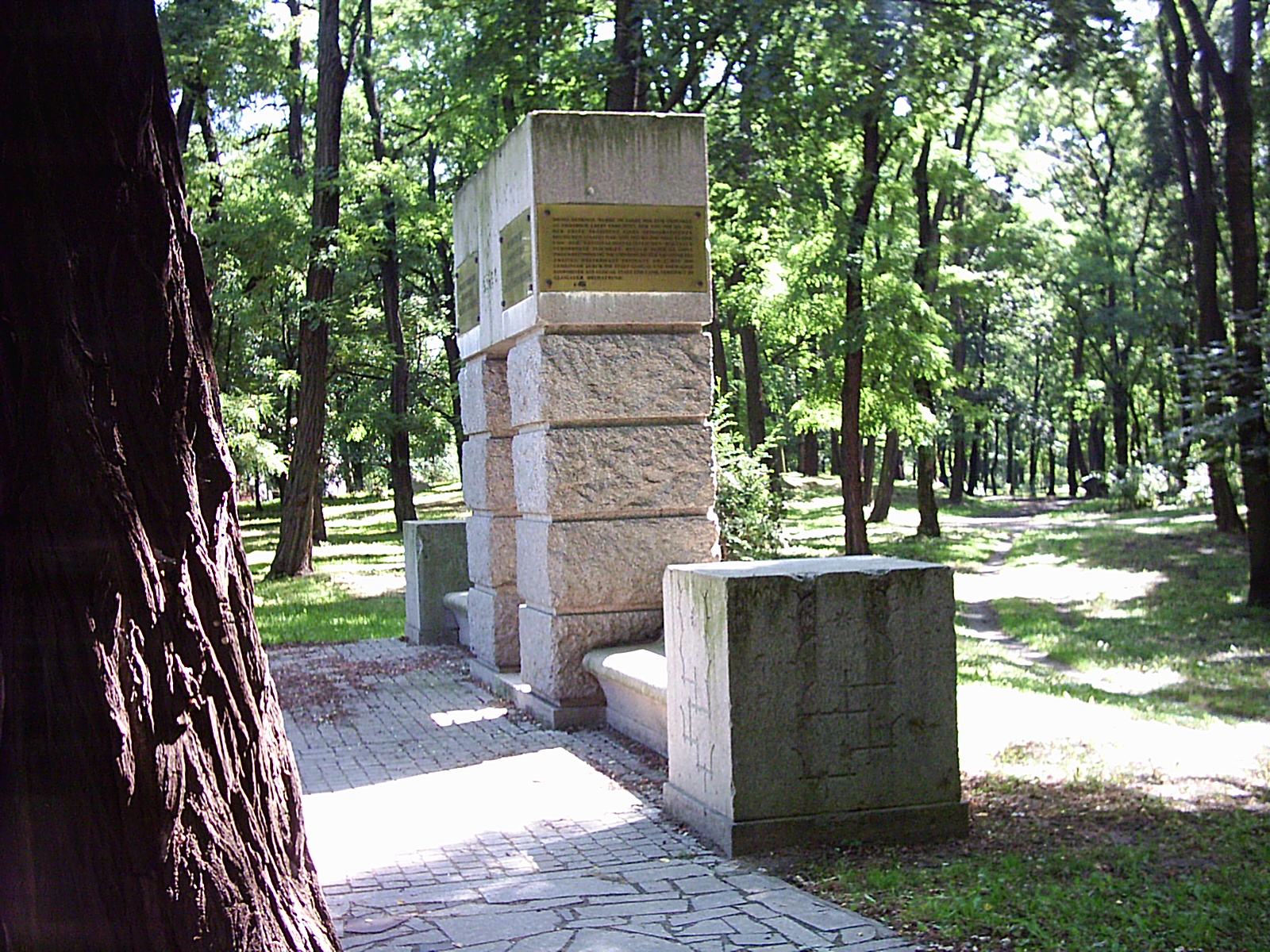
Pomnik w Głogowie

Pomnik Ofiar Wojny w Głogowie – pomnik polskich i niemieckich ofiar wojny, przemocy i wypędzenia 1939–1945 znajduje się w Parku Leśnym w pobliżu skrzyżowania ul. Bolesława Krzywoustego z ul. Staromiejską w Głogowie.
Pomnik został postawiony w 1926 roku ku czci pierwszego prezydenta Republiki Weimarskiej Friedricha Eberta (1871–1925). W 1933 roku został przemianowany przez władze nazistowskie. Po wojnie nie miał przeznaczenia. W połowie lat 90. władze miejskie Głogowa i Glogauer Heimatbund wyszły ze wspólną inicjatywą aby pomnik upamiętniał ofiary II wojny światowej.
Po długich negocjacjach ustalono treść napisów na płytach pomnika: Polskim i niemieckim ofiarom wojny, przemocy i wypędzenia. Po prawej stronie pomnika widnieje napis  w języku polskim, po lewej w niemieckim. Pomnik został uroczyście odsłonięty 27 maja 2000 roku.
Pomnik wykonany jest z granitu. Jego trzon stanowią dwa pionowo postawione bloki przykryte blokiem ułożonym poziomo.